# Pustelnik (gromada w powiecie mińskim)
Pustelnik – dawna gromada, czyli najmniejsza jednostka podziału terytorialnego Polskiej Rzeczypospolitej Ludowej w latach 1954–1972.
Gromady, z gromadzkimi radami narodowymi (GRN) jako organami władzy najniższego stopnia na wsi, funkcjonowały od reformy reorganizującej administrację wiejską przeprowadzonej jesienią 1954 do momentu ich zniesienia z dniem 1 stycznia 1973, tym samym wypierając organizację gminną w latach 1954–1972.
Gromadę Pustelnik z siedzibą GRN w Pustelniku utworzono – jako jedną z 8759 gromad na obszarze Polski – w powiecie mińskim w woj. warszawskim, na mocy uchwały nr VI/10/7/54 WRN w Warszawie z dnia 5 października 1954. W skład jednostki weszły obszary dotychczasowych gromad Cisówka, Choiny, Goździówka, Gorzanka, Kąty Goździejewskie, Łęka, Pustelnik, Poręby, Walercin i Zawiesiuchy oraz kolonia Kierz z dotychczasowej gromady Rysie ze zniesionej gminy Dębe Wielkie a także obszar dotychczasowej gromady Wólka Wybraniecka i wieś Cieplin z dotychczasowej gromady Zalesie ze zniesionej gminy Stanisławów w tymże powiecie. Dla gromady ustalono 27 członków gromadzkiej rady narodowej.
Gromada przetrwała do końca 1972 roku, czyli do kolejnej reformy gminnej.